# Натриевая газоразрядная лампа

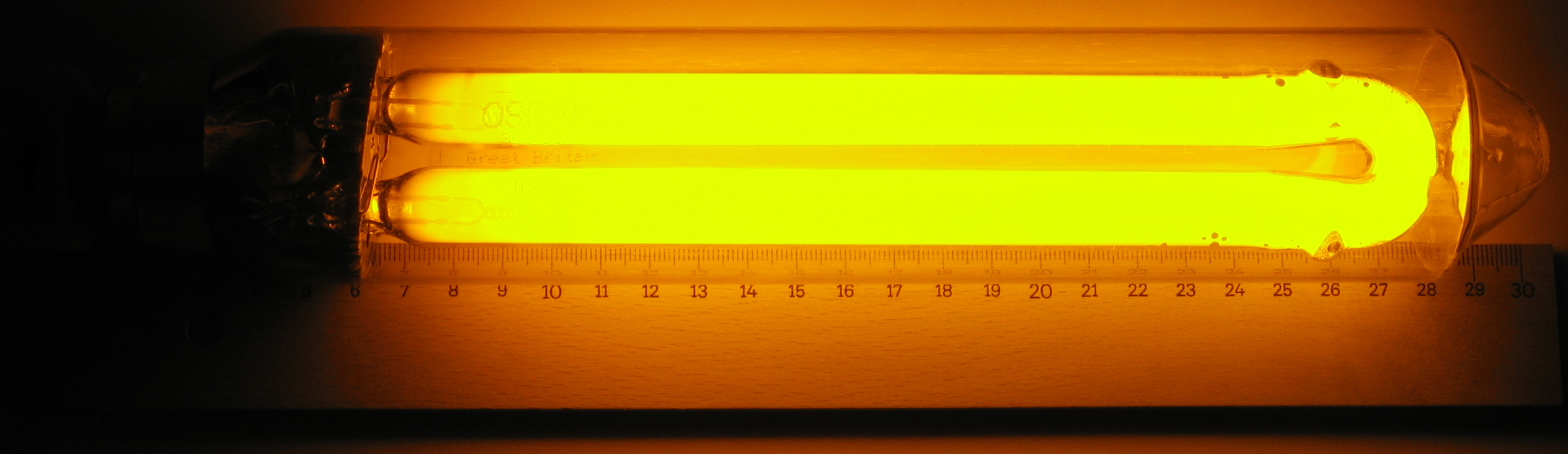
Включенная лампа низкого давления 35 ватт

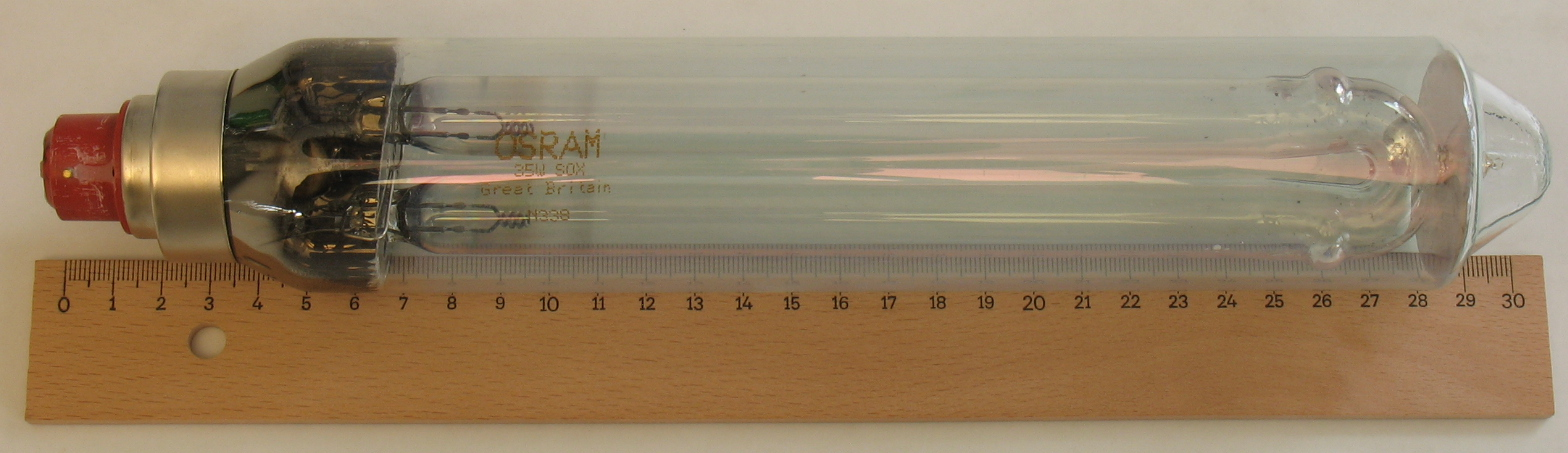
Отключенная лампа низкого давления 35 ватт

На́триевая газоразря́дная ла́мпа (НЛ) — газосветная электрическая лампа, светящимся телом которой служат пары натрия с газовым разрядом в них. Поэтому преобладающим в спектре света таких ламп является излучение натрия {так называемые D-линии, группа из двух фраунгоферовых линий с длинами волн 589,592 нм (D1) и 588,995 нм (D2)}. Лампы дают яркий оранжево-жёлтый свет. Эта специфическая особенность натриевых ламп (монохроматичность излучения) вызывает при освещении ими низкое качество цветопередачи. Из-за особенностей спектра и существенного мерцания на удвоенной частоте питающей сети НЛ применяются в основном для уличного освещения, утилитарного, архитектурного и декоративного. Оранжево-жёлтый спектр излучения натриевых ламп имеет особое преимущество для уличного освещения в условиях тумана. Для внутреннего освещения производственных площадей используется в случае, если нет требований к высокому значению индекса цветопередачи источника света. Принцип работы и теория натриевой лампы впервые была предложена американским физиком Артуром Холли Комптоном в 1916 году.
В зависимости от величины парциального давления паров натрия лампы подразделяют на НЛ низкого давления (НЛНД) и высокого давления (НЛВД).
Несмотря на свои особенности, натриевые лампы являются одним из самых эффективных электрических источников света. Светоотдача натриевых ламп высокого давления достигает 150 люмен/ватт, низкого давления — 200 люмен/ватт. Срок службы натриевой лампы — до 48 тыс. часов.

## Натриевые лампы низкого давления
Исторически первыми из натриевых ламп были созданы НЛНД. В 1930-х гг. этот вид источников света стал широко распространяться в Европе. В СССР велись эксперименты по освоению производства НЛНД, существовали даже модели, выпускавшиеся серийно, однако внедрение их в практику общего освещения прервалось из-за освоения более технологичных ртутных газоразрядных ламп, которые, в свою очередь, стали вытесняться НЛВД. Схожая картина наблюдается в США, где НЛНД в 1960-х гг. были полностью вытеснены металлогалогенными лампами. Однако в Европе НЛНД по сей день распространены достаточно широко. Одним из их применений является освещение загородных автострад.
Лампы низкого давления отличаются рядом особенностей. Во-первых, пары натрия весьма агрессивны по отношению к обычному стеклу. Из-за этого внутренняя колба обычно выполняется из боросиликатного стекла. Во-вторых, эффективность НЛНД сильно зависит от температуры окружающей среды. Для обеспечения приемлемого температурного режима колбы последняя помещается во внешнюю стеклянную колбу, играющую роль «термоса».

## Натриевые лампы высокого давления

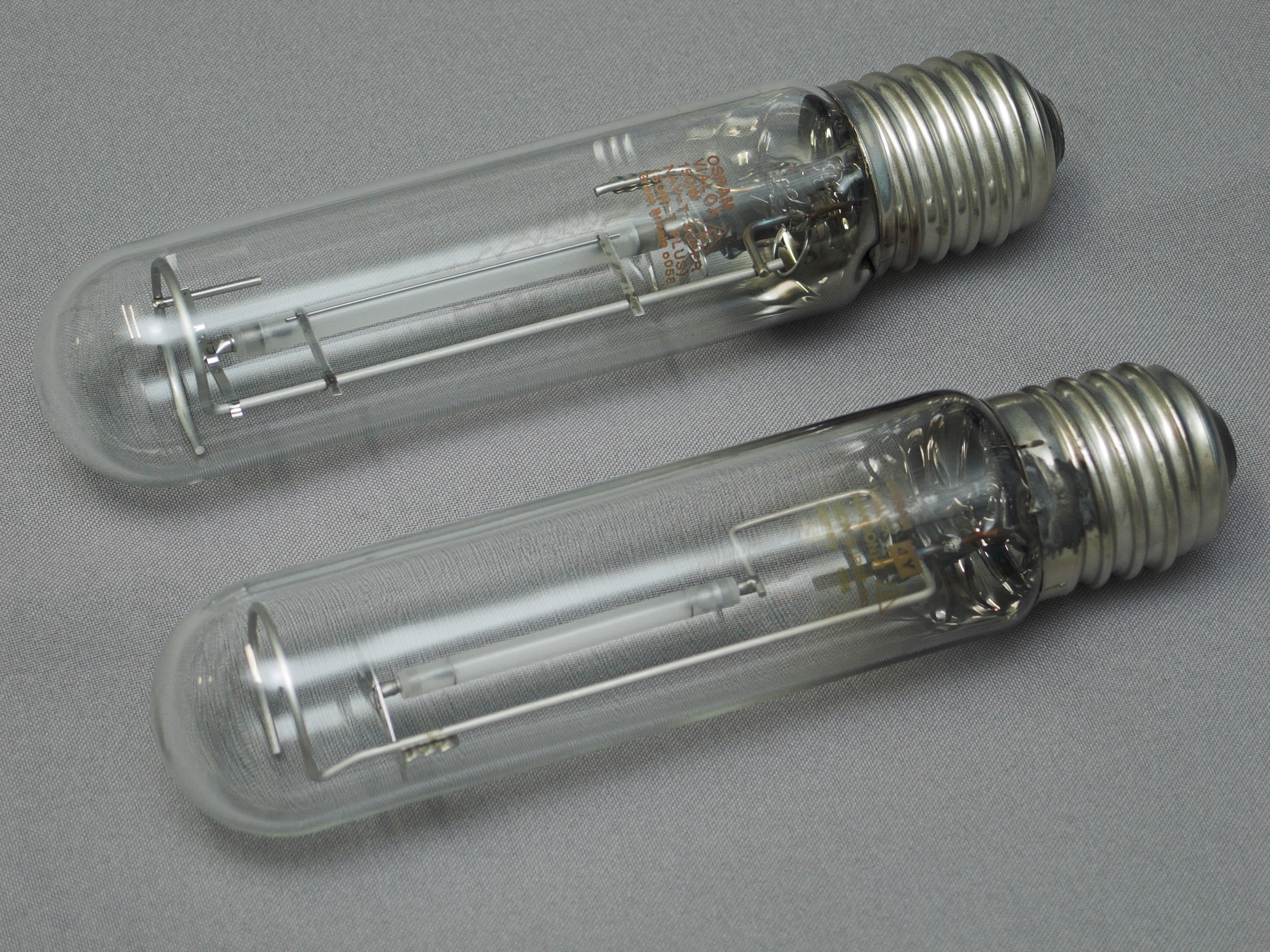
НЛВД мощностью 150 и 100 Вт

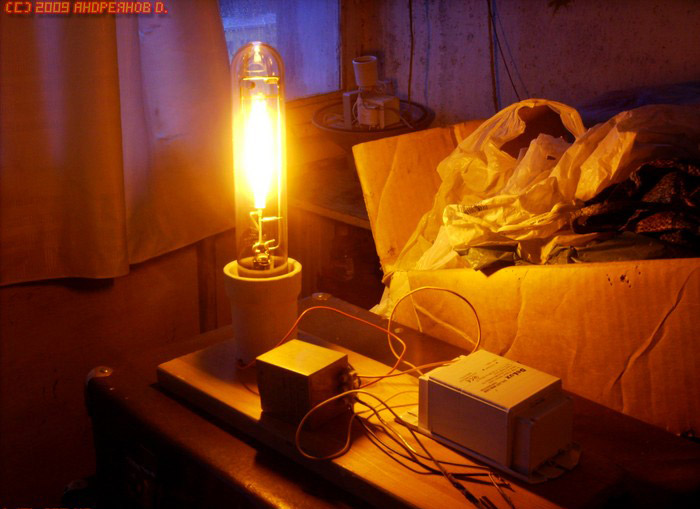
НЛВД мощностью 250 Вт

Спектр НЛВД типа ДНаТ

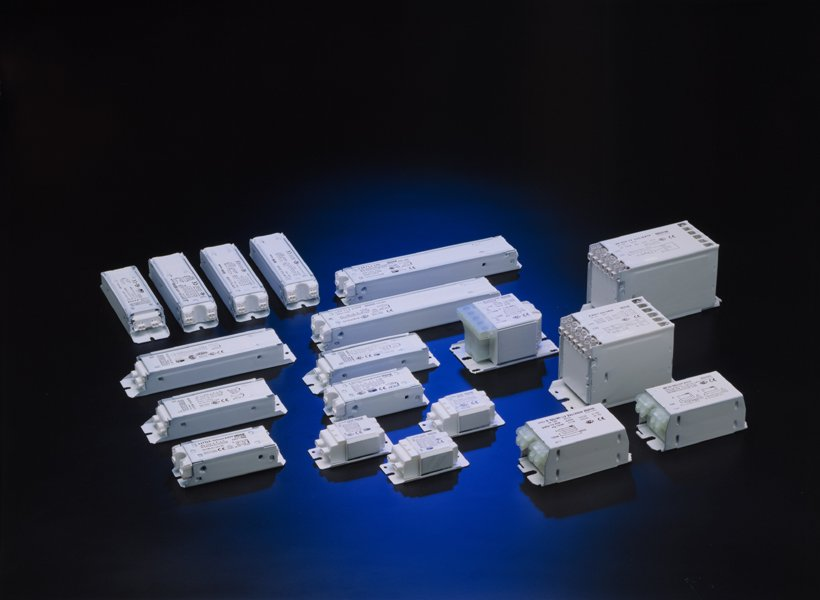
ПРА компании Helvar для газоразрядных ламп мощностью от 8 до 1000 Вт

Создание ламп высокого давления потребовало иного решения проблемы защиты материала колбы от воздействия не только паров натрия, но и высокой температуры электрической дуги. Разработана технология изготовления трубок из оксида алюминия Al2O3. Такая прозрачная и химически устойчивая трубка с токовводами помещается во внешнюю колбу из термостойкого стекла. Полость внешней колбы вакуумируется и тщательно дегазируется. Последнее необходимо для поддержания нормального температурного режима работы горелки и защиты ниобиевых токовых вводов от воздействия атмосферных газов.
Горелка НЛВД наполняется буферным газом, в качестве которого служат газовые смеси различного состава (в основном, ксенон), а также в них дозируется амальгама натрия (сплав с ртутью). Существуют НЛВД «с улучшенными экологическими свойствами» — безртутные и лампы с увеличенным давлением ксенона до 300 торр (лампы с повышенной светоотдачей).
Лампы светят жёлтым или оранжевым светом (в конце срока службы лампы спектр излучения изменяется и варьируется от тёмно-оранжевого до красного). Высокое давление паров натрия в горящей лампе вызывает значительное уширение излучаемых спектральных линий. Поэтому НЛВД имеют квазинепрерывный спектр в ограниченном диапазоне в жёлтой области. Цветопередача при освещении такими лампами несколько улучшается по сравнению с НЛНД, однако падает световая отдача лампы (примерно до 150 лм/Вт).
Натриевые лампы высокого давления используют в промышленном растениеводстве для дополнительного освещения растений, что даёт возможность их интенсивного роста круглый год.

## Номенклатура
В отечественной номенклатуре источников света существует ряд типов НЛВД:
- ДНаТ (Дуговые Натриевые Трубчатые) — в цилиндрической колбе (базовые, профессиональные и супер);
- ДНаС (Дуговые Натриевые в Светорассеивающей колбе) — выпускались Полтавским заводом газоразрядных ламп в 1991-1997 гг и предназначены для прямой замены ртутных газоразрядных ламп (ДРЛ). Горелка таких ламп помещена в эллиптическую внешнюю колбу, аналогичную лампам ДРЛ, но вместо люминофора изнутри покрытую тонким слоем светорассеивающего пигмента, что позволяет использовать эти лампы в светильниках или других осветительных установках, предназначенных для ламп ДРЛ, без ухудшения их оптических характеристик. Кроме того, горелки наполняются смесью Пеннинга (в качестве буферного газа, вместо ксенона), для облегчения зажигания;
- ДНаС (Дуговая Натриевая Спектральная) — представлена ДНАС-18 (18 ватт). Лампа низкого давления выпускалась Полтавским заводом газоразрядных ламп, предназначена для использования как источник монохроматического света в оптических биологических и медицинских приборах, в основном в поляриметрах.
- ДНаМТ (Дуговые Натриевые Матированные) — лампы предназначены для установки в оптическую систему светильников для ртутных ламп ДРЛ, но с пускорегулирующей аппаратурой для ламп ДНаТ. Выпускались в 1995-2012 гг предприятиями "Рефлакс" и «Лисма» (г. Саранск);
- ДНаЗ (Дуговые Натриевые Зеркальные) — производятся в различных модификациях. Мелкими партиями выпускаются лампы в колбе, аналогичной ДРИЗ, где горелка размещается аксиально (на геометрической оси отражателя). Изготовители - "Рефлакс", Брестский ЭЛЗ, "Эколюм".

## Подключение

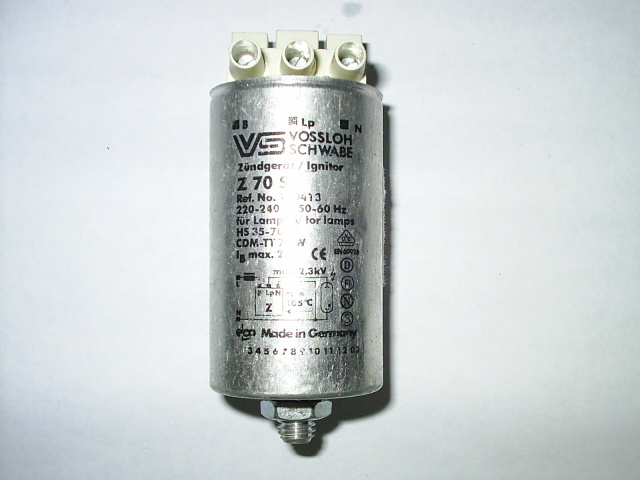
ИЗУ

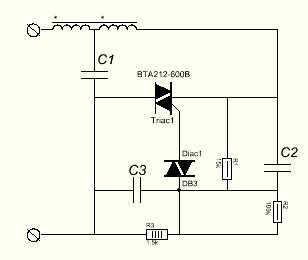
Принципиальная схема ИЗУ

Электрические параметры НЛВД и ДРЛ одинаковой мощности заметно отличаются друг от друга, поэтому работа этих источников света с одинаковыми пускорегулирующими аппаратами (ПРА) невозможна. Конструкция горелки НЛВД исключает возможность встраивания в них зажигающих электродов, подобно лампам ДРЛ. Из-за этого для зажигания НЛВД необходим пробой межэлектродного пространства импульсом высокого напряжения. Для этого в состав ПРА включается специальное импульсное зажигающее устройство — ИЗУ, конструктивно оформленное в виде отдельного блока. В мировой практике НЛВД, требующие использования ИЗУ, маркируются буквой «Е» в треугольной рамке.
Для обеспечения возможности прямой замены ДРЛ на НЛВД выпускаются лампы уменьшенной мощности с электрическими параметрами, соответствующими серийным ДРЛ. Так, для замены лампы ДРЛ 250 используется лампа ДНаС 210, которая, несмотря на меньшую мощность (210 Вт вместо 250) имеет значительно более высокую световую отдачу. Для обеспечения зажигания таких ламп в обычной схеме включения ДРЛ, для наполнения горелок в качестве зажигающего газа применяется специальная неоно-аргоновая смесь (известная, как «Смесь Пеннинга»), которая, впрочем, несколько снижает световую отдачу и срок службы, по сравнению с обычными лампами ДНаТ, в которых в качестве буферного зажигающего газа используется ксенон. Помимо этого, в конструкции лампы предусматривается так называемая «пусковая антенна». Она представляет собой металлическую ленту или проволоку, обвитую вокруг горелки вплотную с её стенками и соединённую с одним из электродов. Такое устройство увеличивает электрическую ёмкость межэлектродного промежутка, тем самым снижая напряжение его пробоя. Лампы, не требующие использования внешних зажигающих устройств, маркируются на колбе буквой «I».
Некоторые зарубежные производители НЛВД предусматривают установку зажигающих устройств в колбе лампы.

## Технические характеристики некоторых моделей
| Модель             | Р, Вт | U на лампе, В | Световой поток, лм | Цоколь | Длина | Диаметр | Изготовитель |
| ------------------ | ----- | ------------- | ------------------ | ------ | ----- | ------- | ------------ |
| ДНаТ-50ц           | 50    | 100           | 3700               | Е27    | 165   | 42      | Россия       |
| ДНаТ-70ц           | 70    | 100           | 6000               | Е27    | 165   | 42      | Россия       |
| ДНаТ-100эл         | 100   | 120           | 8000               | Е27    | 175   | 76      | Россия       |
| ДНаТ-100ц          | 100   | 120           | 9800               | Е27    | 165   | 42      | Россия       |
| ДНаТ-100ц          | 100   | 120           | 9000               | Е40    | 211   | 42      | Россия       |
| ДНаТ-150           | 150   | 120           | 15000              | Е40    | 211   | 48      | Россия       |
| ДНаТ-250           | 250   | 120           | 26000              | Е40    | 250   | 48      | Россия       |
| ДНаТ-400           | 400   | 120           | 45000              | Е40    | 278   | 48      | Россия       |
| ДНаТ-1000          | 1000  | 120           | 130000             | Е40    | 390   | 66      | Россия       |
| NAV -Т 100W        | 100   | 120           | 9000               | Е40    | 211   | 46      | Osram        |
| NAV-Т 70W          | 70    | 100           | 5900               | Е27    | 156   | 37      | Osram        |
| NAV -Т 150W        | 150   | 120           | 14500              | Е40    | 211   | 46      | Osram        |
| NAV-Т 250W         | 250   | 120           | 27000              | Е40    | 257   | 46      | Osram        |
| NAV -Т 400W        | 400   | 120           | 48000              | Е40    | 258   | 46      | Osram        |
| LU70W/90/T12/E27   | 70    | 100           | 6000               | Е27    | 156   | 37      | GЕ           |
| LU150W/100/E40     | 150   | 120           | 15000              | Е40    | 211   | 46      | GЕ           |
| LU250W/T/E40       | 250   | 120           | 27500              | Е40    | 260   | 46      | GЕ           |
| LU400W/T/E40       | 400   | 120           | 50000              | Е40    | 283   | 46      | GЕ           |
| SON-T Pro 70W      | 70    | 90            | 6000               | Е27    | 156   | 38      | Philips      |
| SON-T Pro 100W     | 100   | 100           | 10500              | Е40    | 211   | 47      | Philips      |
| SON-T Pro 150W     | 150   | 100           | 15000              | Е40    | 211   | 47      | Philips      |
| SON-T Pro 250W     | 250   | 100           | 28000              | Е40    | 257   | 47      | Philips      |
| SON-H Pro 220W     | 250   | 100           | 20000              | Е40    | 257   | 47      | Philips      |
| SON-H Pro 350W     | 350   | 117           | 34000              | Е40    | 290   | 122     | Philips      |
| SON-Т Pro 400W     | 400   | 100           | 48000              | Е40    | 283   | 47      | Philips      |
| SON-T PIA Plus 50W | 50    | 88            | 4400               | Е27    | 156   | 32      | Philips      |